# Кила
Кила, още Исламли или Ламнидес (на гръцки: Κοίλα, до 1927 година Ισλαμλή, Исламли или Λαμνήδες, Ламнидес), е село в Гърция, в дем Кожани, област Западна Македония.

## География
Кила е разположено на 690 m надморска височина, на 3 km северно от Кожани.

## История

### В Османската империя
В края на XIX век Исламли е турско село в Кожанска каза на Османската империя. Според статистиката на Васил Кънчов („Македония. Етнография и статистика“) през 1900 година в Ислямли, Кожанска каза, има 199 турци.
На Етнографската карта на Битолския вилает на Картографския институт в София от 1901 година Ислямли е чисто турско село в Кожанската каза на Серфидженския санджак с 40 къщи.
Според статистика на Серфидженския санджак на гръцкото консулство в Еласона от 1904 година в Исламли (Ισλαμλή), Кожанска каза, живеят 135 турци. Махалата Тачилер (Τατσιλέρ) има 25 жители турци.

### В Гърция
През Балканската война в 1912 година в селото влизат гръцки части и след Междусъюзническата в 1913 година остава в Гърция. В 1913 година селото (Ισλαμλή Λαμνήδες) има 76 жители. През 20-те години населението му се изселва в Турция и на негово място са настанени бежанци от Турция. В 1928 година селото е изцяло бежанско с 60 семейства и 236 жители бежанци.
През 1927 името на селото е сменено на Кила.
Населението традиционно произвежда жито, тютюн и други земеделски продукти, като се занимава частично и със скотовъдство.
| Име         | Име         | Ново име | Ново име  | Описание                     |
| ----------- | ----------- | -------- | --------- | ---------------------------- |
| Картал тепе | Καρτάλ Τεπέ | Аеторахи | Άετορράχη | връх на ЗСЗ от Кила (813 m)  |
| Сиври тепе  | Σιβρί Τεπέ  | Скопос   | Σκοπός    | връх на СЗ от Кила (919,4 m) |
| Борас       | Μπόρας      | Аеторахи | Άετορράχη |                              |

| Година    | 1913 | 1920 | 1928 | 1940 | 1951 | 1961 | 1971 | 1981 | 1991 | 2001 | 2011 | 2021 |
| --------- | ---- | ---- | ---- | ---- | ---- | ---- | ---- | ---- | ---- | ---- | ---- | ---- |
| Население | 76   | 188  | 317  | 320  | 336  | 369  | 337  | 839  | 1401 | 1470 | 1115 | 916  |